# Delias ennia
Delias ennia es una especie de mariposa, de la familia Pieridae (subfamilia Pierinae, tribu Pierini). Esta especie y sus subespecies se distribuyen en Australia, y Papúa Nueva Guinea.

## Subespecies
- Delias ennia ennia
- Delias ennia mysolensis
- Delias ennia multicolor
- Delias ennia iere
- Delias ennia jobiana
- Delias ennia oetakwensis
- Delias ennia xelianthe
- Delias ennia saturata
- Delias ennia limbata
- Delias ennia nigidius
- Delias ennia tindalii